# Großer Preis von Deutschland 1951
Der Große Preis von Deutschland 1951 (offiziell XIV Großer Preis von Deutschland) fand am 29. Juli auf dem Nürburgring in Nürburg statt und war das sechste Rennen der Automobil-Weltmeisterschaft 1951.

## Bericht

### Hintergrund
Nach dem Großen Preis von Großbritannien führte Juan Manuel Fangio in der Fahrerwertung mit sechs Punkten vor Giuseppe Farina und mit neun Punkten vor Luigi Villoresi und José Froilán González.
Mit dem Großen Preis von Deutschland fand 1951 erstmals nach dem Zweiten Weltkrieg wieder ein großes, internationales Motorsportereignis auf dem Nürburgring statt. Dass Ferrari im vorangegangenen Rennen in Silverstone zu den bis dahin dominierenden Alfa Romeo aufgeschlossen hatte, gab dem Rennen eine zusätzliche Spannung, zumal die Streckencharakteristik den Ferrari auch hier entgegenkam.
Alfa Romeo startete mit vier Werkswagen zum Rennen. Neben den Stammpiloten Fangio und Farina fuhr diesmal Felice Bonetto den dritten und als einziger deutscher Starter Paul Pietsch den vierten Wagen. Die Alfa Romeo konnten auf dieser Strecke ihre überlegene Höchstgeschwindigkeit – mit Ausnahme der Döttinger Höhe – nicht ausspielen und galten daher auch wegen ihres enormen Treibstoffverbrauchs gegenüber den Ferrari nicht als die Top-Favoriten.
Ferrari gab ebenfalls vier Nennungen ab. Neben den Stammpiloten Alberto Ascari, González und Villoresi kehrte Piero Taruffi ins Team zurück. Gerade Ascari wurden gute Chancen eingeräumt, kannte er doch die Strecke dank zahlreicher Rennen in anderen Kategorien sehr gut. Das Gordini-Werk gab wieder drei Nennungen ab, jedoch waren die Wagen den italienischen Werksteams in jeder Hinsicht unterlegen, man konnte nur auf Achtungserfolge hoffen oder bedingt durch Probleme der anderen weiter nach vorn kommen.
Maserati und Talbot waren nur durch Privatteams vertreten.
Mit Ascari (einmal) trat ein ehemaliger Sieger zu diesem Grand Prix an.

### Training und Qualifying
Im Training zeigte sich Ferrari den Alfa Romeos ebenbürtig. Ascari sicherte sich die Pole-Position mit 9:55,8 Minuten vor seinem Teamkollegen González. Fangio, der zum ersten Mal auf dem Nürburgring fuhr, wurde im Alfa Romeo Dritter. Sie waren die Einzigen, die eine Zeit unter zehn Minuten erreichten. Beachtung fand auch die Leistung von Robert Manzon, der es im unterlegenen Simca-Gordini schaffte, einen Alfa Romeo (Bonetto) hinter sich zu lassen und die neuntbeste Zeit zu erreichen.

### Rennen
Bei heißem Wetter kam Fangio als Führender aus der ersten Runde mit einem Vorsprung von drei Sekunden auf Ascari und weiteren drei Sekunden auf González und Farina zurück. In der zweiten Runde kam Pietsch beim „Karussell“ von der Strecke ab und fiel auf den letzten Platz zurück.
In der fünften Runde gelang es Ascari zu Fangio aufzuschließen und ihn im Streckenabschnitt Breidscheid zu überholen. Eine Runde später war auch González vorbei. In der achten Runde musste Farina mit Getriebeschaden aufgeben, kurz nachdem Villoresi an ihm vorbeigegangen war. Als die Ferrari bei Halbzeit des Rennens einen Boxenstopp einlegten, konnte Fangio wieder in Führung gehen, die er jedoch nur bis zu seinem zweiten Stopp in der 14. Runde hielt. Sein Halt dauerte wegen Getriebeproblemen länger als sonst, und Ascari ging wieder in Führung. Pietsch, der sich nach seinem Abflug zu Beginn des Rennens wieder auf den zwölften Platz vorgekämpft hatte, kam in der elften Runde in der Nordkurve abermals von der Strecke ab, blieb aber unverletzt. Als Bonetto in der gleichen Runde mit einem Schaden an der Zündung aufgeben musste, blieb Fangio als einziger Alfa Romeo im Rennen. Ascari lag weiterhin unangefochten in Führung und gewann trotz eines weiteren kurzen Boxenaufenthalts zum Reifenwechsel mit über 30 Sekunden Vorsprung sein erstes Rennen in der Formel-1-Weltmeisterschaft. Damit waren die Alfa Romeo zum zweiten Mal von Ferrari in Folge geschlagen.
In der Fahrerwertung konnte Fangio seinen Vorsprung ausbauen, neuer Zweiter war nun Ascari mit zehn Punkten Rückstand.

## Meldeliste
| Team                  | Nr. | Fahrer                | Chassis             | Motor              | Reifen |
| --------------------- | --- | --------------------- | ------------------- | ------------------ | ------ |
| Scuderia Ferrari      | 71  | Alberto Ascari        | Ferrari 375F1       | Ferrari 4.5 V12    | P      |
| Scuderia Ferrari      | 72  | Luigi Villoresi       | Ferrari 375F1       | Ferrari 4.5 V12    | P      |
| Scuderia Ferrari      | 73  | Piero Taruffi         | Ferrari 375F1       | Ferrari 4.5 V12    | P      |
| Scuderia Ferrari      | 74  | José Froilán González | Ferrari 375F1       | Ferrari 4.5 V12    | P      |
| Alfa Romeo SpA        | 75  | Juan Manuel Fangio    | Alfa Romeo 159B     | Alfa Romeo 1.5 L8C | P      |
| Alfa Romeo SpA        | 76  | Giuseppe Farina       | Alfa Romeo 159B     | Alfa Romeo 1.5 L8C | P      |
| Alfa Romeo SpA        | 77  | Felice Bonetto        | Alfa Romeo 159A     | Alfa Romeo 1.5 L8C | P      |
| Alfa Romeo SpA        | 78  | Paul Pietsch          | Alfa Romeo 159      | Alfa Romeo 1.5 L8C | P      |
| Enrico Platé          | 79  | Toulo de Graffenried  | Maserati 4CLT/48    | Maserati 1.5 L4C   | P      |
| Enrico Platé          | 80  | Paul Pietsch          | Maserati 4CLT/48    | Maserati 1.5 L4C   | P      |
| Equipe Gordini        | 81  | Maurice Trintignant   | Simca-Gordini T15   | Gordini 1.5 L4C    | E      |
| Equipe Gordini        | 82  | Robert Manzon         | Simca-Gordini T15   | Gordini 1.5 L4C    | E      |
| Equipe Gordini        | 83  | André Simon           | Simca-Gordini T15   | Gordini 1.5 L4C    | E      |
| Ecurie Rosier         | 84  | Louis Rosier          | Talbot-Lago T26C-DA | Talbot 4.5 L6      | D      |
| Ecurie Rosier         | 85  | Louis Chiron          | Talbot-Lago T26C    | Talbot 4.5 L6      | D      |
| Philippe Étancelin    | 86  | Philippe Étancelin    | Talbot-Lago T26C-DA | Talbot 4.5 L6      | D      |
| Yves Giraud-Cabantous | 87  | Yves Giraud-Cabantous | Talbot-Lago T26C    | Talbot 4.5 L6      | D      |
| Duncan Hamilton       | 88  | Duncan Hamilton       | Talbot-Lago T26C    | Talbot 4.5 L6      | D      |
| Scuderia Ambrosiana   | 89  | David Murray          | Maserati 4CLT/48    | Maserati 1.5 L4C   | D      |
| Pierre Levegh         | 90  | Pierre Levegh         | Talbot-Lago T26C    | Talbot 4.5 L6      | D      |
| Ecurie Espadon        | 91  | Rudolf Fischer        | Ferrari 212 F1      | Ferrari 2.5 V12    | P      |
| Team Antonio Branca   | 92  | Antonio Branca        | Maserati 4CLT/48    | Maserati 1.5 L4C   | P      |
| Ecurie Belgique       | 93  | Jacques Swaters       | Talbot-Lago T26C    | Talbot 4.5 L6      | D      |
| Ecurie Belge          | 94  | Johnny Claes          | Talbot-Lago T26C-DA | Talbot 4.5 L6      | D      |

Anmerkungen
1. ↑  Pietsch wechselte zum zweiten Trainingstag ins Alfa Romeo Werksteam

## Klassifikationen

### Startaufstellung
| Pos. | Fahrer                | Konstrukteur  | Zeit    | Reihe |
| ---- | --------------------- | ------------- | ------- | ----- |
| 01   | Alberto Ascari        | Ferrari       | 9:55,8  | 1     |
| 02   | José Froilán González | Ferrari       | 9:57,5  | 1     |
| 03   | Juan Manuel Fangio    | Alfa Romeo    | 9:59,0  | 1     |
| 04   | Giuseppe Farina       | Alfa Romeo    | 10:01,0 | 1     |
| 05   | Luigi Villoresi       | Ferrari       | 10:06,6 | 2     |
| 06   | Piero Taruffi         | Ferrari       | 10:12,9 | 2     |
| 07   | Paul Pietsch          | Alfa Romeo    | 10:15,7 | 2     |
| 08   | Rudolf Fischer        | Ferrari       | 10:23,8 | 3     |
| 09   | Robert Manzon         | Simca-Gordini | 10:28,9 | 3     |
| 10   | Felice Bonetto        | Alfa Romeo    | 10:46,1 | 3     |
| 11   | Yves Giraud-Cabantous | Talbot-Lago   | 10:52,8 | 3     |
| 12   | André Simon           | Simca-Gordini | 10:57,5 | 4     |
| 13   | Louis Chiron          | Talbot-Lago   | 11:00,2 | 4     |
| 14   | Maurice Trintignant   | Simca-Gordini | 11:07,5 | 4     |
| 15   | Louis Rosier          | Simca-Gordini | 11:08,2 | 5     |
| 16   | Toulo de Graffenried  | Maserati      | 11:25,6 | 5     |
| 17   | Antonio Branca        | Maserati      | 11:26,7 | 5     |
| 18   | Johnny Claes          | Talbot-Lago   | 11:33,5 | 5     |
| 19   | Pierre Levegh         | Talbot-Lago   | 11:41,0 | 6     |
| 20   | Duncan Hamilton       | Talbot-Lago   | 11:49,3 | 6     |
| 21   | Philippe Étancelin    | Talbot-Lago   | 11:52,9 | 6     |
| 22   | Jacques Swaters       | Talbot-Lago   | 12:09,1 | 7     |

### Rennen
| Pos. | Fahrer                | Konstrukteur  | Runden | Stopps | Zeit       | Start | Schnellste Runde |
| ---- | --------------------- | ------------- | ------ | ------ | ---------- | ----- | ---------------- |
| 01   | Alberto Ascari        | Ferrari       | 20     | 0      | 3:23:03,3  | 01    |                  |
| 02   | Juan Manuel Fangio    | Alfa Romeo    | 20     | 0      | + 30,5     | 03    | 9:55,8 (12.)     |
| 03   | José Froilán González | Ferrari       | 20     | 0      | + 4:39,0   | 02    |                  |
| 04   | Luigi Villoresi       | Ferrari       | 20     | 0      | + 5:50,2   | 05    |                  |
| 05   | Piero Taruffi         | Ferrari       | 20     | 0      | + 7:49,1   | 06    |                  |
| 06   | Rudolf Fischer        | Ferrari       | 19     | 0      | + 1 Runde  | 08    |                  |
| 07   | Robert Manzon         | Simca-Gordini | 19     | 0      | + 1 Runde  | 09    |                  |
| 08   | Louis Rosier          | Talbot-Lago   | 19     | 0      | + 1 Runde  | 15    | 10:44,5 (10.)    |
| 09   | Pierre Levegh         | Talbot-Lago   | 18     | 0      | + 2 Runden | 19    | 11:24,7 (08.)    |
| 10   | Jacques Swaters       | Talbot-Lago   | 18     | 0      | + 2 Runden | 22    | 11:21,3 (06.)    |
| 11   | Johnny Claes          | Talbot-Lago   | 17     | 0      | + 3 Runden | 18    | 11:18,4 (12.)    |
| –    | Yves Giraud-Cabantous | Talbot-Lago   | 17     | 0      | DNF        | 11    | 11:43,9 (07.)    |
| –    | Maurice Trintignant   | Simca-Gordini | 13     | 0      | DNF        | 14    |                  |
| –    | Felice Bonetto        | Alfa Romeo    | 12     | 0      | DNF        | 10    |                  |
| –    | Duncan Hamilton       | Talbot-Lago   | 12     | 0      | DNF        | 20    | 11:29,7 (06.)    |
| –    | Paul Pietsch          | Alfa Romeo    | 11     | 0      | DNF        | 7     |                  |
| –    | André Simon           | Simca-Gordini | 11     | 0      | DNF        | 12    |                  |
| –    | Giuseppe Farina       | Alfa Romeo    | 8      | 0      | DNF        | 04    |                  |
| –    | Philippe Étancelin    | Talbot-Lago   | 4      | 0      | DNF        | 21    | 10:58,7 (03.)    |
| –    | Louis Chiron          | Talbot-Lago   | 3      | 0      | DNF        | 13    | 11:56,6 (01.)    |
| –    | Antonio Branca        | Maserati      | 3      | 0      | DNF        | 17    |                  |
| –    | Toulo de Graffenried  | Maserati      | 2      | 0      | DNF        | 16    |                  |

## WM-Stand nach dem Rennen
Die ersten fünf bekamen 8, 6, 4, 3 bzw. 2 Punkte; einen Punkt gab es für die schnellste Runde. Es zählten nur die vier besten Ergebnisse aus acht Rennen. Zahlen in Klammern sind Streichresultate.

### Fahrerwertung
| Pos. | Fahrer                  | Konstrukteur           | Punkte  |
| ---- | ----------------------- | ---------------------- | ------- |
| 01   | Juan Manuel Fangio      | Alfa Romeo             | 27 (28) |
| 02   | Alberto Ascari          | Ferrari                | 17      |
| 03   | Giuseppe Farina         | Alfa Romeo             | 15      |
| 04   | José Froilán González   | Talbot-Lago / Ferrari  | 15      |
| 05   | Luigi Villoresi         | Ferrari                | 15      |
| 06   | Lee Wallard             | Kurtis Kraft           | 9       |
| 07   | Piero Taruffi           | Ferrari                | 8       |
| 08   | Mike Nazaruk            | Kurtis Kraft           | 6       |
| 09   | Reg Parnell             | Ferrari / B.R.M.       | 5       |
| 10   | Luigi Fagioli           | Alfa Romeo             | 4       |
| 11   | Louis Rosier            | Talbot-Lago            | 3       |
| 12   | Felice Bonetto          | Alfa Romeo             | 3       |
| 13   | Consalvo Sanesi         | Alfa Romeo             | 3       |
| 14   | Andy Linden             | Sherman                | 3       |
| 15   | Emmanuel de Graffenried | Maserati / Alfa Romeo  | 2       |
| 16   | Yves Giraud-Cabantous   | Talbot-Lago            | 2       |
| 17   | Jack McGrath            | Kurtis Kraft           | 2       |
| 18   | Manuel Ayulo            | Kurtis Kraft           | 2       |
| 19   | Bobby Ball              | Schroeder              | 2       |
| 20   | Peter Walker            | B.R.M.                 | 0       |
| 21   | André Pilette           | Talbot-Lago            | 0       |
| 22   | Louis Chiron            | Talbot-Lago / Maserati | 0       |
| 23   | Brian Shawe-Taylor      | E.R.A.                 | 0       |
| 24   | Rudolf Fischer          | Ferrari                | 0       |
| 25   | Eugène Chaboud          | Talbot-Lago            | 0       |

| Pos. | Fahrer                     | Konstrukteur   | Punkte |
| ---- | -------------------------- | -------------- | ------ |
| 26   | Peter Whitehead            | Ferrari        | 0      |
| 27   | Robert Manzon              | Simca-Gordini  | 0      |
| 28   | Stirling Moss              | HWM            | 0      |
| 29   | Guy Mairesse               | Talbot-Lago    | 0      |
| 30   | Philippe Étancelin         | Talbot-Lago    | 0      |
| 31   | Pierre Levegh              | Talbot-Lago    | 0      |
| 32   | Jacques Swaters            | Talbot-Lago    | 0      |
| 33   | Frederick Robert Gerard    | E.R.A          | 0      |
| 34   | Harry Schell               | Maserati       | 0      |
| 35   | Duncan Hamilton            | Talbot-Lago    | 0      |
| 36   | Johnny Claes               | Talbot-Lago    | 0      |
| –    | Henri Louveau              | Talbot-Lago    | 0      |
| –    | George Abecassis           | HWM            | 0      |
| –    | Peter Hirt                 | Veritas-Meteor | 0      |
| –    | Aldo Gordini               | Simca-Gordini  | 0      |
| –    | Maurice Trintignant        | Simca-Gordini  | 0      |
| –    | André Simon                | Simca-Gordini  | 0      |
| –    | Onofre Marimón             | Maserati       | 0      |
| –    | Joe Kelly                  | Alta           | 0      |
| –    | Philip Fotheringham-Parker | Maserati       | 0      |
| –    | David Murray               | Maserati       | 0      |
| –    | John James                 | Maserati       | 0      |
| –    | Paul Pietsch               | Alfa Romeo     | 0      |
| –    | Antonio Branca             | Maserati       | 0      |